# Sean Daniel
Sean Daniel est un producteur et acteur américain né le 15 août 1951.

## Filmographie

### Producteur
- 1991 : Danger public (Pure Luck)
- 1992 : Sans rémission (American Me)
- 1993 : CB4
- 1993 : Drôles de fantômes (Heart and Souls)
- 1993 : Chasse à l'homme (Hard Target)
- 1993 : La Tête dans les nuages (Dazed and Confused)
- 1993 : Duel au soleil (Tombstone)
- 1995 : Les Glandeurs (Mallrats)
- 1996 : Don't Look Back (en) (TV)
- 1996 : Michael
- 1997 : Le Chacal (The Jackal)
- 1999 : La Momie (The Mummy)
- 2000 : Freedom Song (en) (TV)
- 2000 : Le Bon Numéro (Lucky Numbers)
- 2000 : Intuitions (The Gift)
- 2001 : Attila (TV)
- 2001 : Les Pieds sur terre (Down to Earth)
- 2001 : Le Retour de la momie (The Mummy Returns)
- 2001 : Pootie Tang
- 2001 : Rat Race
- 2002 : Le Roi scorpion (The Scorpion King)
- 2002 : Dark Blue
- 2003 : Traqué (The Hunted)
- 2003 : Intolérable Cruauté (Intolerable Cruelty)
- 2004 : Everyday People (TV)
- 2004 : Irrésistible Alfie (Alfie)
- 2017 : La Momie (The Mummy) d'Alex Kurtzman
- 2018 : The Witcher
- 2019 : Scary Stories to Tell in the Dark d'André Øvredal

### Acteur
- 1985 : Drôles d'espions (Spies Like Us) : Ace Tomato Driver
- 1990 : Darkman : Policeman #2